# Robert Farken
Robert Farken (20 de septiembre de 1997) es un deportista de Alemania que compite en atletismo. Ganó una medalla de oro en el Campeonato Europeo de Atletismo por Equipos de 2021, en la prueba de 1500 m.